# 凱恩鎮區 (印地安納州方廷縣)
凱恩鎮區（英語：Cain Township）是位於美國印地安納州方廷縣的一個行政鎮區。

## 地方資料
根據2010年美國人口普查的數據，凱恩鎮區的面積為103.50平方千米，當中陸地面積為103.40平方千米，而水域面積為0.10平方千米。當地共有人口1142人，而人口密度為每平方千米11.03人。